# Robert Themptander
Oscar Robert Themptander (Estocolmo, 14 de Fevereiro de 1844 – Estocolmo, 30 de Janeiro de 1897) foi um político da Suécia. Ocupou o lugar de primeiro-ministro da Suécia de 16 de Maio de 1884 a 6 de Fevereiro de 1888.